# Bernard Sannig
Bernard Sannig, né en 1638 à Nysa et mort en 1704 à Znaïm, est un franciscain bohème du XVIIe siècle.

## Biographie
Longtemps ministre provincial de la Province de Bohême, Moravie et Silésie, Sannig réside et enseigne à Prague. Représentant de la tradition scotiste centre-européenne, il est auteur d'importants cours de philosophie et de théologie scotistes.

## Œuvres
- Schola theologica scotistarum, seu cursus theologicus completus, ad mentem Doctoris Subtilis Johannis Duns Scoti, in quatuor tomos distributus, vol. I, Vetero-Pragae, typis Danielis Michalek, 1679 ; vol. II, Neo-Pragae, typis Archi-Epis., per Ioannem Mattis Factorem, 1681 ; vol. III, Neo-Pragae, typis Urbani Balthasari Goliasch, 1675 ; vol. IV, Neo-Pragae, typis Urbani Balthasri Goliasch, 1676 ;
- Philosophia Scotistarum, seu Cursus philosophicus completus ad mentem Joannis Duns Scoti, Neo-Pragae, Typis Joannis Nicolai Hampelii, 1684-1685, 3 vols.